# Александар Петровић (кошаркаш)
Александар Петровић (Шибеник, 16. фебруар 1959) јесте хрватски кошаркашки тренер и бивши кошаркаш српског порекла. Тренутно је селектор кошаркашке репрезентације Бразила.
Старији је брат Дражена Петровића.

## Играчка каријера
Александар Петровић је био један од најбољих плејмејкера Југославије. Увођењем линије за шут од три поена на раздаљину од 6,25 m, по својој вештини поентирања са поменуте раздаљине као играч загребачке Цибоне, постаје познат по надимку Ацо Трица. Постигао је врхунске резултате, у својој дугој кошаркашкој каријери, а касније и као селектор хрватске репрезентације.

## Кошаркашки тренер
Од 1991. професионално се бави послом кошаркашког тренера. Тренерски посао је започео у Цибони. Након тога је тренирао бројне клубове, као и репрезентацију Хрватске и репрезентацију Босне и Херцеговине. Од 2013. је био тренер Ритаса, да би крајем марта 2014. добио отказ у клубу.
Био је тренер Цибоне када је она први пут после рата гостовала у хали Пионир 8. јануара 1998. поводом евролигашке утакмице. Цибона је у тој утакмици победила са 78 : 70, а утакмицу је поред ватрене атмосфере обележило и скандирање навијача Партизана Ацо Србине, као и његова провокација Хариса Бркића након чега га је Бркић пљунуо.

## Успеси

### Играчки

#### Клупски
- Цибона:
  - Куп европских шампиона (2): 1984/85, 1985/86.
  - Куп победника купова (2): 1981/82, 1986/1987.
  - Првенство Југославије (3): 1981/82, 1983/84, 1984/85.
  - Куп Југославије (6): 1980, 1981, 1982, 1983, 1985, 1986.

#### Репрезентативни
- Европско првенство до 16 година:  1975.
- Европско првенство до 18 година:  1976.
- Универзијада:  1979.
- Универзијада:  1981.
- Светско првенство:  1982.
- Олимпијске игре:  1984.
- Светско првенство:  1986.
- Универзијада:  1987.
- Европско првенство:  1987.

### Тренерски

#### Клупски
- Цибона:
  - Првенство Хрватске (3): 1991/92, 1994/95, 1997/98.
  - Куп Хрватске (1): 1995.
- Задар:
  - Првенство Хрватске (1): 2007/08.

#### Појединачни
- Тренер године УЛЕБ Еврокупа (1): 2010/11.

#### Репрезентативни
- Европско првенство 1995: